# Ferran Mitjà
Ferran Mitjà (Sarrià de Ter) va ser un ciclista català que fou professional entre 1953 i 1959. Va participar en cinc edicions de la Volta a Catalunya.

## Palmarès
- 1959
  - 2n al Trofeu Jaumandreu